# Vásárosbéc
Vásárosbéc is een plaats (község) en gemeente in het Hongaarse comitaat Baranya. Vásárosbéc telt 219 inwoners (2001).
Het dorp wordt beschreven in de proloog en de epiloog van het boek In Europa van de Nederlandse schrijver Geert Mak. Het staat model voor een plek waar de tijd heeft stilgestaan en waar bewoners levené als in het jaar 1925.

## overleden in Vásárosbéc
- Peter Flik, Nederlands radiopresentator